# The Black List (sondaggio)

Logo di The Black List

The Black List è un sondaggio annuale sulle sceneggiature di film più apprezzate ma ancora non prodotte. A partire dal 2005, viene pubblicato ogni anno il secondo venerdì di dicembre da Franklin Leonard, un development executive che in precedenza ha lavorato per la Universal Pictures e per la Overbrook Entertainment di Will Smith. L'apprezzamento delle sceneggiature è basato su un sondaggio condotto su membri esecutivi di case di produzione e studi cinematografici.
Nel corso degli anni la lista ha incluso un numero considerevole di sceneggiature che sono state successivamente messe in produzione, tra cui quattro film premiati con un Oscar al miglior film: The Millionaire (2008), Il discorso del re (2010), Argo (2012) e Il caso Spotlight (2016).
Molti degli sceneggiatori i cui lavori vengono inclusi nella lista sono stati assunti più facilmente dal momento della sua pubblicazione. Di contro, l'editorialista David Haglund della rivista Slate ha scritto che le liste pubblicate sono sopravvalutate, dal momento che elencano sceneggiature che, a suo dire, stanno già circolando a Hollywood e sono spesso già in produzione.

## Storia
La prima lista è stata compilata nel 2001 da Franklin Leonard, che a quel tempo lavorava come development executive per la casa di produzione di Leonardo DiCaprio, Appian Way. Leonard mandò email a circa 90 colleghi development executive chiedendo loro di stilare l'elenco delle migliori dieci sceneggiature ancora non prodotte che avevano letto in quell'anno. Per ringraziarli di aver partecipato Leonard rispose mandando la lista finale che risultò dal sondaggio. Il nome «The Black List» è un riferimento a Leonard, afroamericano, oltre che all'esclusione dal lavoro di molti sceneggiatori per motivi politici, con la cosiddetta Lista nera di Hollywood.